# Bāghdogra
Bāghdogra (engelska: Bagdogra) är en ort i Indien.   Den ligger i distriktet Darjiling och delstaten Västbengalen, i den nordöstra delen av landet, 1 100 km öster om huvudstaden New Delhi. Bāghdogra ligger 149 meter över havet och antalet invånare är 17 372.
Terrängen runt Bāghdogra är platt. Runt Bāghdogra är det tätbefolkat, med 659 invånare per kvadratkilometer. Närmaste större samhälle är Siliguri, 11,6 km öster om Bāghdogra. Trakten runt Bāghdogra består till största delen av jordbruksmark.